# Музей сучасного мистецтва Республіки Сербської
Музей сучасного мистецтва Республіки Сербської (серб. Музеј савремене умјетности Републике Српске) — головна музейна установа Республіки Сербської, присвячена творам сучасного мистецтва. Музей розташований у найвідомішій будівлі Бані-Луки — приміщенні старої станції австро-угорської залізниці, зведеного 1891 року. 1981 року його було належно пристосовано для потреб музею.

## Історія
Музей сучасного мистецтва було засновано 13 січня 1971 року рішенням скупщини громади Баня-Лука як Мистецьку галерею в Баня-Луці. Її основу склали мистецькі твори, пожертвувані Бані-Луці в рамках акції солідарності (26-27 жовтня 1969 року місто пережило катастрофічний землетрус). Аукціон з продажу картин не відбувся, оскільки відновні роботи було профінансовано з інших джерел. Утім, понад 600 робіт зберегли як символ солідарності світу з постраждалим містом. 2004 року галерея стала Музеєм сучасного мистецтва Республіки Сербської.
Від часу заснування музею його відвідування є безплатним.

## Колекція
Музей включає переважно роботи югославських авторів другої половини XX століття, хоча в колекції є і твори іноземних авторів, твори інших тимчасових періодів, але їх уже значно менше. Склад робіт неоднорідний, в експозиціях присутні живопис, скульптура, графіка, різні інсталяції, фотографії, кінетичні об'єкти, відео і таке інше. Фонд музею поділений на три складові: боснійсько-герцеговинське мистецтво, мистецтво колишньої Югославії, колекція світового мистецтва. Всього налічується більш ніж 1500 експонатів.
Крім власне творів мистецтва, у спеціальному відділі музей також зберігає безліч додаткових допоміжних матеріалів, пов'язаних з тими чи іншими явищами, заходами, авторами, пам'ятними подіями. Це документація, публікації художників, бібліотека книг, журналів і брошур художньої спрямованості.